# جولة حفلة هكذا ولدت
 جولة حفلة هكذا ولدت أو ذا بورن ذيس واي بال تور (بالإنجليزية:  The Born This Way Ball Tour)‏ هي الجولة الثالثة من ليدي غاغا الفنانة الأميركية، من أجل تعزيز ألبومها 2 هكذا ولدت (بالإنجليزية:  هكذا ولدت)‏ الذي تم إخراجه في (2011). فإن جولة تتألف من 110 حفلة موسيقية في آسيا، وأستراليا، وبعد ذلك في أوروبا لشهر أغسطس عام 2012، تليها أمريكا اللاتينية في نهاية السنة، ثم في أمريكا الشمالية التي تبدأ في يناير عام 2013 وحتى مارس

## تنمية
سعت ليدي غاغا إلهام من أدائها السابق في دعم ولد بهذه الطريقة، فضلا عن جولة الوحش. في مقابلة مع إم تي في، قالت غاغا أن مفهوم هذه الجولة هو «نوع من استمرار هذا مخلفات عصابة دراجة نارية مختلطة مع عيد الميلاد الظلام». [5] وفي فبراير عام 2012، وأنها كشفت عن انها ستفرج عن تصاميم المسرح جولة هكذا ولدت عن طريق تويتر [8] غاغا كشف النقاب عن مخطط للمرحلة التصميم، والذي صمم من قبل المغنية نفسها وهاوس لها الفريق الإبداعي من غاغا [9] غاغا قالت في تويتر:. «انا متشوقة للغاية وهاوس يعمل بجد، لا يمكننا أن ننتظر لمشاهدته! أحبكم الوحوش الصغيرة، لديهم الوقت من حياتكم». [9] كان على غرار مرحلة ما بعد قلعة قوطية في العصور الوسطى، ويضم أبراج عرض، والمنحوتات المعقدة والمنصة الكبيرة على التفاعل مع الجمهور. [9] وقد وصفت المنطقة المحاطة المنصة بواسطة غاغا باسم «حفرة الوحش». [10] [11]
حفرة الوحش هو القبول العام فقط، وحوش صغيرة [...] فتحه عند وصولهم إلى الساحة أو الملعب. وهبط دخول إلى حفرة الوحش [...] للمشجعين الذين وصلوا أولا، وانتظر كل ليلة، [...] يرتدون إلى «الكرة». سوف كل ليلة من هاوس غاغا ستختار المشجعين من الحفرة الوحش أن تعود مرحلة وتلبية لي! هذه التذاكر ليست أكثر تكلفة. أي شرط ثوب رمز. هكذا ولدت يعني كل شيء مباح. [10]

## خلفية
خلال إطلاق واحد من الثاني لها من هكذا ولدت، تحت عنوان "يهوذا"، وأكدت ليدي غاغا في مقابلة إنها سوف تشرع في جولة موسيقية في عام 2012، الذي سيزور دول أمريكا اللاتينية للمرة الأولى، مثل البرازيل، وسيعود إلى المكسيك. [2] [3] وفي تشرين الثاني 2011، أكد منتج دي جي وايت شادو الذي غاغا كانت «فعل [الاستعدادات] للجولة المقبلة من جولة»، مشيرا إلى ان الهدف المغني الرئيسي في السنة التالية «تسير على يتم الاستعداد يصل لهذا المعرض، بجولة في أغنيات جديدة للسجل.»[4] فرناندو جاريباي، الذي بدأ التعاون مع غاغا في الوحش شهرة (2009)، ورأى أن حفلة هكذا ولدت كان واحدا من أكثر لحظات حياته الشخصية. ورأي ان «هذا الالبوم كان الأكثر الشخصية [بسبب] كمية من التفاصيل التي وصلت إلى هذا السجل، وكمية من العاطفة [و] من عاطفة لها والفريق. كل أغنية كانت قصة تجاه موضوع ولد بهذه الطريقة. نحن متحمسون الآن، واضعا ذلك في جولة والتعبير عن ذلك على مستوى الأداء الحي». [5] وعلى النقيض من جولتها السابقة، فرناندو جاريباي أكد أن يظهر من هذا جولة هكذا ولدت سيكون أكثر مبالغ فيه. [5 ]
وصدر الملصق الترويجي للجولة في 7 فبراير عام 2012، التي وصفها اديل راي اللوحة بأنها «الملصق الغريب أن يصور الكرة باعتباره مصطنع، في القرون الوسطى، يلتقي، في 80 المملكة». [6] ومن ميزات لغاغا وجه تحوم فوق السحب الداكنة ينزل من السماء، ويتضمن لمسات من النيون التلوين الأرجواني والفيروزي. وتنصهر فيها أيضا أنها في keytar، واقفا بالقرب من الراقصين لها أمام قلعة من القرون الوسطى. [7] [6] وقد تم الإعلان عن المحطة الأولى للجولة هكذا ولدت في اليوم التالي، وكشف عن أن غاغا وإحياء حفلات في بلدان مثل كوريا الجنوبية وهونغ كونغ وسنغافورة. [6] [6] لايف نيشن العالمية جولة الرئيس التنفيذي لشركة آرثر فوغل وفريقه سيقود حول هذه الجولة، كما فعلوا في الجزء الأكبر من جولة الوحش من 2010-11. وأوضح أن فوغل «الجولة الأخيرة أنشأت [غاغا] كعمل رئيسي في جميع أنحاء العالم، وأعتقد أن هذه الجولة ستكون امتدادا لذلك، ولا سيما بالنظر ونحن في طريقنا إلى الأراضي لم يكن يوما في أنها، مثل جنوب شرق آسيا وأمريكا اللاتينية.» [6]

## تواريخ الجولة
| تاريخ          | مدينة     | بلد            | مكان                          |
| آسيا           | آسيا      | آسيا           | آسيا                          |
| -------------- | --------- | -------------- | ----------------------------- |
| April 27, 2012 | سول       | كوريا الجنوبية | الملعب الأولمبي               |
| May 2, 2012    | هونغ كونغ | هونغ كونغ      | AsiaWorld-Arena               |
| May 10, 2012   | سايتاما   | اليابان        | صالة سايتاما الكبرى           |
| May 28, 2012   | كالانغ    | سنغافورة       | ملعب سنغافورة الداخلي         |
| أوقيانوسيا     |           |                |                               |
| June 7, 2012   | أوكلاند   | نيوزيلندا      | سبارك أرينا                   |
| June 8, 2012   | أوكلاند   | نيوزيلندا      | سبارك أرينا                   |
| June 13, 2012  | بريسبان   | أستراليا       | Brisbane Entertainment Centre |
| June 14, 2012  | بريسبان   | أستراليا       | Brisbane Entertainment Centre |
| June 20, 2012  | سيدني     | أستراليا       | سيدني سوبر دوم                |
| June 21, 2012  | سيدني     | أستراليا       | سيدني سوبر دوم                |
| June 23, 2012  | سيدني     | أستراليا       | سيدني سوبر دوم                |
| June 27, 2012  | ملبورن    | أستراليا       | رود لافر أرينا                |
| June 28, 2012  | ملبورن    | أستراليا       | رود لافر أرينا                |
| June 30, 2012  | ملبورن    | أستراليا       | رود لافر أرينا                |
| July 7, 2012   | بيرث      | أستراليا       | Burswood Dome ‏                |

## روابط خارجية
- جولة حفلة هكذا وُلِدت على موقع ميوزك برينز (الإنجليزية)